# Jacqueline Hansen
Jacqueline Hansen (* 20. November 1948) ist eine ehemalige US-amerikanische Marathonläuferin.
Als Studentin an der San Fernando Valley State College (1972 umbenannt in California State University, Northridge) wurde sie vom ehemaligen 1500-Meter-Weltrekordler László Tábori trainiert, der damals die Männermannschaft des Los Angeles Valley College betreute. 1971 erlebte sie mit, wie ihre Vereinskameradin Cheryl Bridges beim Western Hemisphere Marathon mit 2:49:40 h als erste Frau unter der 2:50-Stunden-Marke blieb. Ihren Wunsch, sich auf dieser gerade erst für Frauen geöffneten Distanz zu versuchen, ging im Jahr darauf ebendort in Erfüllung, und sie siegte in 3:15:53 h. Im Jahr darauf gewann sie den Boston-Marathon und verbesserte sich dabei auf 3:05:59.
1974 wurde sie beim Internationalen Frauenmarathon in Waldniel Fünfte in 2:56:26 und stellte dann beim Western Hemisphere Marathon mit 2:43:55 eine Weltbestzeit auf.
1975 lief sie beim Oregon Track Club Marathon mit 2:38:19 erneut eine Weltbestzeit und blieb als erste Frau unter der Marke von 2:40 h. Zum Jahresabschluss gewann sie den Honolulu-Marathon. 1976 wurde sie Achte in Waldniel, und 1977 gewann sie erneut den Western Hemisphere Marathon. 1978 siegte sie beim Cleveland-Marathon und wurde auf der Bahn US-Meisterin über 50 Meilen in 7:14:58.
Mit ihrem Ehemann Tom Sturak und dem Autor Joe Henderson gründete sie das International Runners Committee, das sich in den folgenden Jahren dafür einsetzte, dass die Langstreckenlauf-Distanzen auch für Frauen Teil der Olympischen Spiele wurden. Nachdem der Frauenmarathon ins Programm der Spiele von 1984 aufgenommen wurde, konzentrierten sich ihre Bemühungen auf den 5000- und 10.000-Meter-Lauf. Zusammen mit der American Civil Liberties Union klagte sie erfolglos, jedoch wurden beide Distanzen in der Folge olympisch (die 10.000 m 1988, die 5000 m 1992).
Von 1987 an war sie als Sportlehrerin und Trainerin tätig. Derzeit ist sie an der Loyola Marymount University angestellt.